# Niko Bellic
Niko Bellic és un personatge fictici i jugable protagonista del videojoc de 2008 Grand Theft Auto IV de Rockstar North, també apareix com un personatge secundari en el contingut episòdic The Lost and Damned i The Ballad of Gay Tony, tots publicats per Rockstar Games.
Niko és un veterà d'una guerra sense nom a l'Europa de l'est que es trasllada a Liberty City a la recerca d'oportunitats, però ràpidament s'enreda en un món de violència, crim i corrupció.
Niko Bellic pren la veu de Michael Hollick.

## Biografia fictícia

### Nacionalitat
La nacionalitat de Bellic ha estat objecte de debat, ja que se li ha associat com a croat, rus o serbi. Dan Houser, un dels fundadors de Rockstar i productor executiu del videojoc, tampoc va ajudar a resoldre el dubte i es va limitar a dir que Bellic procedeix de la "gris i malmesa Europa de l'Est"-tot i que a causa de la seva història i que parla serbi, es pot deduir que és de Sèrbia, o algun serbi de la regió de l'antiga Iugoslàvia.

### Orígens
El pare d'en Niko era un alcohòlic que va abusar d'ell, de la seva mare i el seu germà (que va morir a la guerra). La mare d'en Niko, Milica, que té un caràcter maternal i preocupat pel seu fill, lamenta que una persona decent com Niko es veiés obligat a créixer en un ambient tan dur, ja que va passar la seva infància durant els difícils temps de les guerres de Iugoslàvia, en què va participar com un enfurismat jove, motivat per un nacionalisme mal fundat. Niko va ser testimoni de nombroses atrocitats comeses durant la guerra, el que ha provocat la seva perspectiva cínica sobre la vida, amb certs graus de pena, depressió i problemes emocionals. Un moment decisiu en la guerra per Niko va tenir lloc quan la seva unitat de l'exèrcit de quinze joves va patir una traïció que va culminar amb una emboscada de l'enemic. Niko va poder escapar, però la majoria dels seus amics van ser assassinats davant d'ell. Més tard descobreix que dos membres de la unitat també van sobreviure, i conclou que un d'aquests dos va ser el que els va trair a canvi de diners. Més tard Niko es promet trobar als culpables, motivat no només per venjança, sinó per una necessitat de tancar el seu passat i per seguir endavant amb la seva pròpia vida. Tot i això, Niko posseeix certes habilitats que ha adquirit durant la seva formació inicial a l'exèrcit, com el combat cos a cos, el tir i la natació.
Quan la guerra va acabar, Niko tenia dificultats per trobar feina i continuar una vida normal. El seu cosí, Roman, que havia escapat de la guerra gràcies a la seva mare, es va traslladar als Estats Units per començar una nova vida a Liberty City. Niko, que només coneixia la violència, es va introduir al món subterrani i criminal de l'est europeu durant deu anys, mentre que al mateix temps tractava de trobar als altres dos homes que van sobreviure a l'emboscada. En algun moment durant aquest temps va ser breument empresonat. Després de ser alliberat, Niko es va unir a una organització del tràfic de persones a càrrec del criminal rus Rodislav Bulgarin, que treballava a la Mediterrània. Finalment, Niko descobreix que Florian Cravic, un dels dos supervivents de l'emboscada, també va marxar a Liberty City.
Durant un contraban a Itàlia, el vaixell en el qual estava treballant Niko va ser atacat i es va enfonsar al mar Adriàtic. Niko va aconseguir nedar per salvar-se, però tota la resta es va perdre. Bulgarin, que necessitava algú a qui culpar, va acusar Niko l'enfonsament del vaixell i d'escapar amb els diners de bord. Niko ho va negar, però Bulgarin no el va creure i en ser un home massa poderós per discutir amb ell, Niko va decidir unir-se a la marina mercant per tal de fugir de Bulgarin. Durant els següents set mesos Niko va estar al mar, ajudant a la tripulació del Platypus, mentre considerava la proposta del seu cosí, Roman Bellic, per instal·lar-se amb ell als Estats Units. Roman havia estat escrivint e-mails a Niko en què li demanava que anés a Liberty City, on compartiria la seva vida luxosa en una mansió, cotxes, diners i dones, cosa que Niko desitjava, així que finalment va acceptar la invitació motivat, principalment, per l'ocasió de localitzar Cravic i eludir la ira de Bulgarin.

### Vida a Liberty City
A la seva arribada a Liberty City, Niko s'adona que la vida que Roman li explicava en els seus correus era una farsa, ja que en realitat vivia en un petit i descuidat apartament, té un petit negoci de taxis i té deutes pel joc a tota la ciutat amb diversos poderosos criminals darrere d'ell. El violent passat de Niko li resulta útil a Roman, i aviat li presenta a Niko diferents amics i enemics per igual, tots els quals ofereixen treballs que acaba acceptant. Aquests li recompensen amb importants sumes de diners i li proporcionen contactes que l'ajuden a localitzar les persones que li van trair en els Balcans. Començant amb Roman, les relacions de Niko es van expandint al llarg de la història.
Inicialment, Niko treballa amb el seu cosí en Broker, ajudant a eliminar els prestadors i ampliar el seu negoci de taxis. Després de matar Vladimir Glebov, un rus amb amics influents, va trobar treball en un poderós senyor de la màfia russa, Mikhail Faustin, i el seu ajudant, Dimitri Rascalov. Mikhail li va ordenar l'assassinat del fill d'un dels seus rivals, Kenny Petrovic, en un caprici de Mikhail. Així mateix, i per evitar a si mateix i al seu cosí la ira dels Petrovic, es va veure forçat a matar Mikhail per Dimitri. Es revela, en aquest moment, que Dimitri passa a ser un associat de Bulgarin, nouvingut a Liberty City. Després que Niko sortís amb vida d'una emboscada estesa per Dimitri quan el primer va anar a cobrar la seva part de l'assassinat de Mikhail, els cosins Bellic es van veure obligats a fugir després que el seu apartament de Broker i la companyia de taxis fossin cremats.
Niko es va traslladar a Bohan amb el seu cosí Roman, ja que la seva xicota, Mallorie Bardas, els va deixar un apartament. En Bohan va entrar en contacte amb els traficants de drogues Elizabeta Torres i Playboy X, la família mafiosa irlandesa dels McReary, un abatut exconvicte Dwayne Forge i Ray Boccino, un capo de la família Pegorino. A través d'aquest últim va ser capaç d'entrar en el món de la Comissió de Liberty City, en començar a treballar amb Jimmy Pegorino, un suposat senyor frustrat perquè les altres famílies no prenen a la seva com important. Gràcies a aquesta àmplia xarxa de contactes, Niko era capaç de viure en un àtic al centre d'Algonquin i va gaudir d'un alt nivell de vida, tot i que encara estava frustrat pel seu fracàs en trobar el culpable de l'atac a la seva antiga unitat militar.
Finalment localitza a Florian Cravic, però descobreix que ha sigut un homosexual ostentós que surt en secret amb el tinent d'alcalde de Liberty City, Bryce Dawkins, i la intenció és, també, la d'oblidar el passat. Niko conclou llavors que Florian Cravic no és el traïdor, i l'únic que queda és Darko Brevic. Gràcies als seus treballs per una misteriosa agència governamental secreta, United Liberty Paper, Niko va ser recompensat amb l'arribada de Brevic a Liberty City per part dels homes d'UL Paper, que el van portar exclusivament des de Bucarest per enfrontar-s'hi. Niko comprova que Darko és, actualment, un drogoaddicte turmentat i que va ser l'home que va vendre a la unitat per 1.000 dòlars. Niko, doncs, té la disjuntiva de matar Darko o deixar viure. Aquesta disjuntiva es transfereix al jugador, perdonar la vida Brevic o matar, si Niko el mata admetrà més tard que no se sent millor pel que ha fet. En canvi perdonar la vida a Darko, com insisteix Roman, al principi es decebrà, però ràpidament entén que va fer el correcte, al capdavall, entén que l'important per oblidar el seu passat no era precisament enfrontar-se a aquest home. També demana a Florian per comentar-li el succeït, sense exaltar massa, li diu també que oblidi el seu terrible passat i es concentri a buscar una nova vida.
Més tard se li presenta l'oportunitat de completar un acord d'heroïna amb el seu acèrrim enemic Dimitri Rascalov, però enviat per Pegorino, que li demana a Niko aquest últim favor a canvi d'una important suma de diners. Novament, es presenten 2 opcions per al jugador: Si es tria tancar l'acord, Roman serà assassinat el dia del seu casament accidentalment per un sicari enviat per Dimitri que tenia com a objectiu matar Niko. Però si decideix assassinar Dimitri, Kate McReary, germana dels mafiosos McReary i interès sentimental de Niko en la història, serà assassinada en la mateixa situació però, aquest cop, per un enfurismat Pegorino. Arran d'aquests diversos finals, Niko pot perseguir i matar Dimitri, o fer el mateix amb Pegorino, ajudat en tots dos casos pel fidel Little Jacob, amic comú dels cosins Bellic. Amb tots els seus caps lligats, Niko reflexiona sobre el somni americà, i comprèn que és una promesa buida que ningú pot arribar. Aparentment, després d'acabada la venjança, Niko insisteix que començarà, per fi, una nova vida encara que això signifiqui deixar enrere luxes i excessos a què està habituat. En l'opció on Roman continua viu, aquest li demana a Niko dient que tant ell, com Mallorie i el futur fill que esperen són la seva família i que ha d'estar a prop seu.
Durant el joc es mostra que la visió de Niko sobre la cultura americana li provoca confusió i disgust, a diferència de Roman al qual li sembla encantadora. El materialisme desenfrenat el molesta i té problemes relacionats amb la fascinació de Roman pel país. També sent un fort menyspreu per les drogues. A més, després de treballar per a tants criminals, el cinisme que va desenvolupar a Europa de l'Est no fa més que reforçar-se a Liberty City.

## Personalitat
L'aspecte més significatiu de la personalitat de Niko és el seu cinisme i sarcasme que va adquirir a la guerra, és una persona realista. Critica als seus coneguts perquè esperen que es diverteixi i es relaxi enmig de la seva difícil situació. La debilitat més gran de Niko és la seva incapacitat per deixar enrere el passat, el que li origina molta agressivitat quan sorgeix la possibilitat de trobar als traïdors. Per això, Niko és criticat per molts dels seus amics i sobretot per Roman. Tot i que Niko manté fermament que un dels principals motius pel qual és als Estats Units és el de resoldre i posar el tancament al seu passat. Niko sol mostrar, durant tota la història, rebuig per les drogues: defuig els oferiments de Little Jacob amb la marihuana, critica l'addicció als esteroides de Brucie i expressa el seu disgust per l'heroïna amb la qual ell mateix trafica. La seva personalitat segueix en la mateixa línia de Carl Johnson i Víctor Vance, a diferència de Claude Speed o Tommy Vercetti, Niko si sent remordiment i tristesa en ser un assassí a sou. No està orgullós de ser un criminal, i la seva actitud indica un ressentiment amb la vida per haver-lo convertit en un assassí. El més difícil és reconèixer que l'únic que dona sentit a la seva vida és el seu desig de venjança, i també acceptar que la delinqüència és l'única manera de vida que va conèixer en tota la seva vida.

## Aparicions

### Grand Theft Auto IV
Niko és el protagonista i el personatge jugable de Grand Theft Auto IV, on es narra la seva arribada i assentament a Liberty City.

### Grand Theft Auto IV: The Lost and Damned
Niko fa diverses aparicions no-jugables en el paquet d'extensió de Grand Theft Auto IV, The Lost and Damned. Niko es troba amb el protagonista del joc, Johnny Klebitz, en dues ocasions durant el joc i fa un cameo en la introducció del joc. Niko també va ser responsable de molts esdeveniments dels quals es nodreix la història de Lost and Damned. Entre aquests esdeveniments estan l'assassinat del membre de Lost Jason Michaels, per ordre de Mikhail Faustin. Més tard, quan Niko treballa per Ray Boccino, assassina al tresorer de The Lost, Jim Fitzgerald, després que Johnny robés els diners durant un negoci de diamants. Aquest esdeveniment serveix com a part d'una cadena d'esdeveniments que condueix a la ruptura de The Lost.

### Grand Theft Auto: The Ballad of Gay Tony

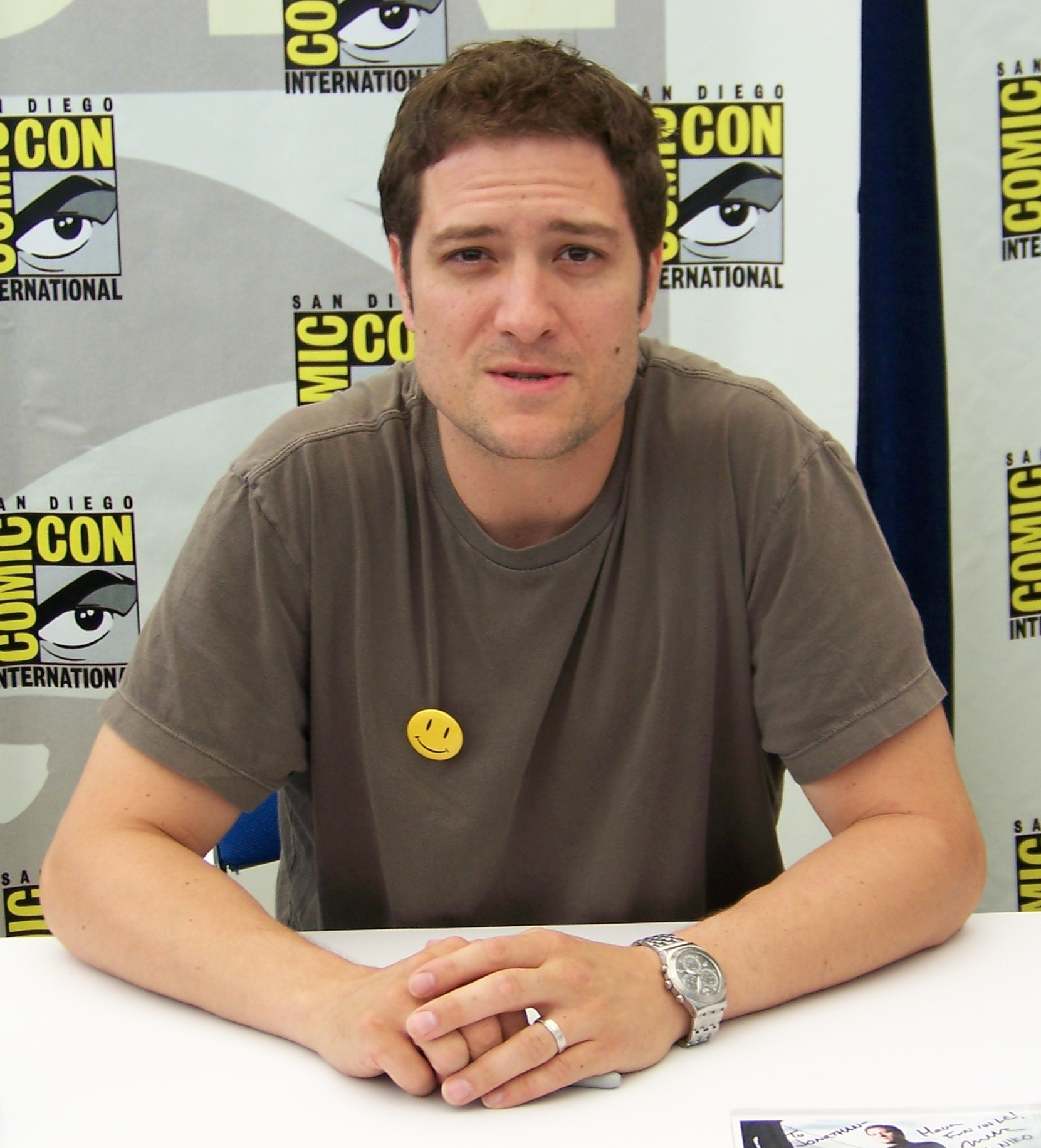
Michael Hollick és Niko Bellic a Grand Theft Auto IV.

Niko apareix en el tràiler del segon paquet d'extensió, The Ballad of Gay Tony. A més, en la missió Not So Fast, també fa aparició en la missió Ladies Half Price, en la qual se'l pot matar i també a Patrick, però si senten un tret del personatge comencen a atacar i tenen una llarga durada de vida.

## Caracterització
Michael Hollick presta la seva veu al personatge de Niko Bellic. Hollick va rebre 100.000 dòlars per la seva actuació de veu i de captura de moviments al llarg de prop de 15 mesos, a partir de 2006 fins a 2008. Hollick va cobrar uns 1.050 dòlars al dia pel seu treball en el joc, un 50% més que el negociat pels actors amb l'Screen Actors Guild, encara que va afirmar que era només una fracció dels ingressos que podria obtenir d'una pel·lícula o un espectacle de televisió i que estava molest per no rebre drets de les vendes del joc, pel que va culpar al sindicat per no garantir aquests acords. Hollick va dir a The New York Times que mentre era estudiant de teatre a la Universitat Carnegie Mellon va desenvolupar un talent especial pels dialectes.

## Organitzacions vinculades amb el protagonista
- Jamaican Posse
- Organització criminal Faustin (Membre)
- Cartell de Torres
- Organització criminal McReary
- North Holland Hustlers
- Família Gambetti
- U.L. Paper
- Família Pegorino
- Esquadró de quinze homes.